# ŽNK Agram Zagreb
Ženski nogometni klub Agram Zagreb hrvatski je ženski nogometni klub iz Zagreba. Trenutačno se natječe u Prvoj hrvatskoj nogometnoj ligi za žene.

## Povijest
Osnovan je 15. veljače 2000. na inicijativu Željka Kurevije.
U sezoni 2024./25. prvi put u povijesti je osvojio 1. HNLŽ.

## Vanjske poveznice
- Službena web-stranica
- Profil, HNS Semafor